# گوهردشت (تفتان)
گوهردشت، روستایی در دهستان گوهرکوه بخش گوهرکوه شهرستان تفتان در استان سیستان و بلوچستان ایران است.

## جمعیت
بر پایه سرشماری عمومی نفوس و مسکن در سال ۱۳۹۵، جمعیت این روستا برابر با ۵۸۴ نفر (۱۴۳ خانوار) بوده است.